# If I Knew You Were Comin’ I’d’ve Baked a Cake
If I Knew You Were Comin’ I’d’ve Baked a Cake ist ein Lied, das von Al Hoffman, Bob Merrill und Clem Watts (Pseudonym für Al Trace) geschrieben und 1950 veröffentlicht wurde.

## Erste Aufnahme des Songs
Die bekannteste Version des Songs wurde im Januar 1950 von Eileen Barton aufgenommen. Die Aufnahme wurde von National Records unter der Katalognummer 9103 veröffentlicht. Als der Erfolg des Songs für National zu groß wurde, arrangierte das Label eine Vertriebskooperation mit Mercury Records. Die Platte erreichte am 3. März 1950 erstmals die Billboard-Charts, verblieb 15 Wochen in den Charts und erreichte ihren Höhepunkt bei Nummer 1. Das Lied war einer von Tom Dowds ersten Hits als Produzent.
1962 wurde Bartons Aufnahme des Liedes von Billboard in eine Liste von 101 dauerhaften Singles Hits aufgenommen – eine Gruppe „für das ganzjährige Programmieren von Jukebox-Betreibern und Radiostationen … ein Katalog von Standards, die konsistente Einnahmen für Betreiber und Sendern eine Fülle von Diskussionsstoff bieten“.

## Coverversionen
Eine andere Version wurde von Georgia Gibbs aufgenommen. Die Aufnahme entstand am 16. Februar 1950 und wurde von Coral Records unter Katalognummer 60169 veröffentlicht. Die Platte erreichte am 17. März 1950 die Billboard-Charts, blieb dort sechs Wochen und erreichte ihren Höhepunkt auf Platz 21.
Auch Betty Harris, ein Chor und Art Mooneys Orchestra schufen eine Variante. Die Aufnahme entstand am 15. Februar 1950 wurde und von MGM Records als Katalognummer 10660 veröffentlicht.
Bing Crosby und Bob Hope sangen gemeinsam eine Version, in der der Originaltext um Strophen über die Vorbereitung eines siebengängigen Menüs sowie die Zubereitung einer Gans erweitert wurde.
In Australien gab es im Mai 1950 eine Veröffentlichung von June Hamilton, die bei Pacific Records mit der Katalognummer 10-0030 erschien. Auch im Bereich des Jazz entstanden ab 1950 mehrere Coverversionen; Alice Babs nahm ihn 1950 zweimal (begleitet vom Kenneth Fagerlunds Orkester, u. a. mit Bengt Hallberg sowie mit dem Carl-Henrik Norins Orkester) 1950 in Stockholm auf (Cupol 438), in den USA Beulah Frazier 1953 für Essex (#705), in England Tommy Watt 1959 für Paramount (PMC 1107).
Eileen Barton nahm den Song 1959 ein zweites Mal für MGM auf. Die neue Version erreichte in der Music Vendor Umfrage Platz 117.
Für die Fernsehserie Sesamstraße wurden mehrere Versionen des Liedes aufgezeichnet. Die erste wurde 1969 in einem Sketch mit Ernie und dem Krümelmonster aufgenommen. Eine weitere Version mit dem Krümelmonster und Graf Zahl wurde 1976 aufgenommen und auf der B-Seite der Schallplatte C is for Cookie veröffentlicht. In der deutschen Fassung der Sesamstraße wurde das Lied Hätt’ ich dich heut’ erwartet, hätt’ ich Kuchen da von Gerd Duwner, der deutschen Synchronstimme von Ernie, gesungen, die um einen Takt verspätet ist. Während sich der deutsche Text von Joachim Tode, Volker Ludwig und Gerhard Vogel relativ genau am englischen Originaltext orientiert, wurde die Melodie von Ingfried Hoffmann komplett neu komponiert.
Das Lied erschien in der Folge Ach Henry, komm doch wieder (ursprüngliches Ausstrahlungsdatum 19. November 1972) der ersten Staffel von M*A*S*H. Zwei Geisha-Mädchen aus Tokio führten das Lied zusammen mit akustischer Gitarrenbegleitung für Hawkeye Pierce, Henry Blake und Trapper John McIntyre auf.
Das Lied erschien 1978 in der Adaption von Nächstes Jahr, selbe Zeit. Während Doris sich darauf vorbereitet zu duschen, sagt George ihr, dass das Lied, das spielte, während sie Liebe machten, If I Knew You Were Comin’ I’d’ve Baked a Cake war, und dass es ihr Lied sein werde. In einer späteren Szene des Films spielt George einen Teil des Songs am Klavier.
Baker Bob sang dieses Lied, bevor Piella Bakewell ihn am Anfang des Wallace & Gromit Cartoon Wallace & Gromit – Auf Leben und Brot (2008) ermordete.

## Anderssprachige Versionen
1950 nahm Rita Paul begleitet vom RIAS Tanzorchester unter Werner Müller das Lied mit dem deutschen Text Bobby, back einen Kuchen von Hans Bradtke auf. In das Arrangement der Aufnahme ist ein Zitat des Kinderlieds Backe, backe Kuchen eingearbeitet. Weitere Aufnahmen von Bradtkes Text, auch mit dem variierten Titel Ach, Babette, backe Kuchen stammen u. a. vom Ost-Berliner Cornel-Quintett, den 3 Travellers und Evelyn Künneke.
Siw Malmkvist sang das Lied 1962 auf den vom Original völlig verschiedenen Text När det blåser på månen („Wenn der Wind auf dem Mond weht“) von Gösta Rybrant. Die 1967 von Ulla Pia gesungene dänische Version Jeg havde bagt en kage (Text: Peter Spar) hält sich näher an die Vorlage.

## Charts und Chartplatzierungen
| ChartsChartplatzierungen       | Höchstplatzierung | Wochen |
| ------------------------------ | ----------------- | ------ |
| Vereinigte Staaten (Billboard) | 1 (15 Wo.)        | 15     |